# آيت اببراهيم اوسعيد (الضهر)
آيت اببراهيم اوسعيد هو دُوَّار يقع بجماعة مسكالة، إقليم الصويرة، جهة مراكش آسفي في المملكة المغربية. ينتمي الدوّار لمشيخة الضهر التي تضم 3 دواوير. يقدر عدد سكانه بـ 561 نسمة حسب الإحصاء الرسمي للسكان والسكنى لسنة 2004.

## وصلات خارجية
- البوابة الوطنية للجماعات الترابية
- المندوبية السامية للتخطيط